# Milton R. Krasner
Pour les articles homonymes, voir Krasner.
Milton R. Krasner (souvent crédité Milton Krasner), né le 17 février 1901 à Philadelphie (Pennsylvanie), mort le 16 juillet 1988 à Los Angeles — Quartier de Woodland Hills (Californie), est un directeur de la photographie américain, membre de l'ASC.

## Biographie
Milton R. Krasner débute au cinéma en 1917, exerçant comme premier ou deuxième assistant opérateur, puis comme cadreur en 1931-1932. Il devient directeur de la photographie en 1933 et, jusqu'en 1970 (son dernier film est Le Secret de la planète des singes), figure au générique de plus de 150 films américains. 
Il travaille notamment avec les réalisateurs Richard Brooks (ex. : Bas les masques en 1952, avec Humphrey Bogart, Ethel Barrymore), Fritz Lang (ex. : La Rue rouge en 1945, avec Joan Bennett, Edward G. Robinson), Joseph L. Mankiewicz (ex. : On murmure dans la ville en 1951, avec Cary Grant, Jeanne Crain), Vincente Minnelli (ex. : Celui par qui le scandale arrive en 1960, avec Robert Mitchum, Eleanor Parker), ou encore Jean Negulesco (ex. : La Fontaine des amours en 1954, avec Dorothy McGuire, Clifton Webb). 
La Fontaine des amours permet à Milton R. Krasner de gagner l'Oscar de la meilleure photographie (il aura cinq autres nominations) en 1955.
À la télévision, il est directeur de la photographie en 1974 et 1976 sur deux séries, dont Columbo.  

## Filmographie partielle

### Au cinéma
- 1933 : Strictly Personal de Ralph Murphy
- 1934 : Death on a Diamond d'Edward Sedgwick
- 1935 : The Great Impersonation d'Alan Crosland
- 1936 : Mysterious Crossing d'Arthur Lubin
- 1936 : The Girl on the Front Page de Harry Beaumont
- 1937 : There goes the Groom de Joseph Santley
- 1938 : Midnight Intruder d'Arthur Lubin
- 1938 : Tempête (The Storm) de Harold Young
- 1939 : Le Cirque en folie de George Marshall
- 1939 : J'ai volé un million (I Stole A Million) de Frank Tuttle

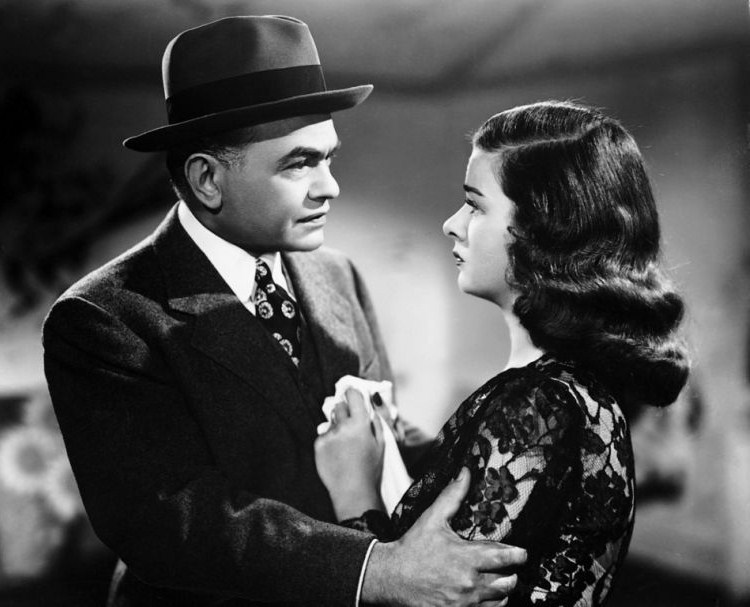
La Rue rouge (1945) :
Edward G. Robinson et Joan Bennett

- 1939 : La Maison de l'épouvante (The House of Fear) de Joe May
- 1940 : Le Retour de l'homme invisible (The Invisible Man returns) de Joe May
- 1940 : Oh ! Johnny mon amour ! (Oh Johnny, How You Can Love) de Charles Lamont
- 1940 : Sur la piste des vigilants (Trail of the Vigilantes) d'Allan Dwan
- 1941 : Révolte au large (This Woman is Mine) de Frank Lloyd
- 1942 : Les Écumeurs (The Spoilers) de Ray Enright
- 1942 : Deux Nigauds dans une île (Pardon my Sarong) d'Erle C. Kenton
- 1942 : Les Mille et Une Nuits (Arabian Nights) de John Rawlins
- 1943 : Rencontre à Londres (Two Tickets to London) d'Edwin L. Marin
- 1944 : La Femme au portrait (The Woman in the Window) de Fritz Lang
- 1944 : Hat Check Honey d'Edward F. Cline
- 1945 : Le Grand Bill (Along came Jones) de Stuart Heisler
- 1945 : La Rue rouge (Scarlet Street) de Fritz Lang
- 1946 : Sans réserve (Without Reservations) de Mervyn LeRoy
- 1946 : La Double Énigme (The Dark Mirror) de Robert Siodmak
- 1947 : L'Œuf et moi (The Egg and I) de Chester Erskine
- 1947 : Othello (A Double Life) de George Cukor
- 1947 : Ma femme est un grand homme (The Farmer's Daughter) d'H. C. Potter
- 1949 : La Maison des étrangers (House of Strangers) de Joseph L. Mankiewicz
- 1949 : Nous avons gagné ce soir (The Set-Up) de Robert Wise
- 1949 : Mariage compliqué (Holiday Affair) de Don Hartman
- 1950 : Ève (All About Eve) de Joseph L. Mankiewicz
- 1950 : Captives à Bornéo (Three Came Home) de Jean Negulesco
- 1950 : La porte s'ouvre (No Way Out) de Joseph L. Mankiewicz
- 1951 : L'Attaque de la malle-poste (Rawhide) d'Henry Hathaway
- 1951 : On murmure dans la ville (People will talk) de Joseph L. Mankiewicz
- 1952 : Appel d'un inconnu (Phone Call from a Stranger) de Jean Negulesco
- 1952 : Bas les masques (Deadline - U.S.A.) de Richard Brooks
- 1952 : Un grand séducteur (Dreamboat) de Claude Binyon
- 1952 : La Sarabande des pantins (O. Henry's Full House), film à sketches, segment 4 La Rançon du chef rouge (The Ransom of Red Chief) d'Howard Hawks
- 1952 : Chérie, je me sens rajeunir (Monkey Business) d'Howard Hawks
- 1953 : Taxi de Gregory Ratoff
- 1953 : Le crime était signé (Vicki) d'Harry Horner
- 1954 : La Joyeuse Parade (There's no Business like Show Business) de Walter Lang
- 1954 : Les Gladiateurs (Demetrius and the Gladiators) de Delmer Daves
- 1954 : La Fontaine des amours (Three Coins in the Fountain) de Jean Negulesco
- 1954 : Le Jardin du diable (Garden of Evil) d'Henry Hathaway
- 1954 : Désirée d'Henry Koster
- 1955 : La Mousson (The Rains of Ranchipur) de Jean Negulesco
- 1955 : La Fille sur la balançoire (The Girl in the Red Velvet Swing) de Richard Fleischer
- 1955 : Sept Ans de réflexion (The Seven Year Itch) de Billy Wilder
- 1955 : Deux Filles en escapade (How to Be Very, Very Popular) de Nunnally Johnson
- 1956 : Arrêt d'autobus (Bus Stop) de Joshua Logan
- 1957 : Elle et lui (An Affair to remember) de Leo McCarey
- 1957 : Embrasse-la pour moi (Kiss Them for Me) de Stanley Donen
- 1957 : Ombres sous la mer (Boy on a Dolphin) de Jean Negulesco
- 1959 : L'Homme qui comprend les femmes (The Man Who Understood Women) de Nunnally Johnson
- 1960 : Un numéro du tonnerre (Bells Are Ringing) de Vincente Minnelli
- 1960 : Celui par qui le scandale arrive (Home from the Hill) de Vincente Minnelli
- 1961 : Le Roi des rois (King of Kings) de Nicholas Ray
- 1962 : Les Quatre Cavaliers de l'Apocalypse (Four Horsemen of the Apocalypse) de Vincente Minnelli
- 1962 : Doux Oiseau de jeunesse (Sweet Bird of Youth) de Richard Brooks
- 1962 : La Conquête de l'Ouest (How the West was won) de John Ford, Henry Hathaway et George Marshall
- 1962 : Quinze Jours ailleurs (Two Weeks in Another Dawn) de Vincente Minnelli
- 1963 : Une certaine rencontre (Love with the Proper Stranger) de Robert Mulligan
- 1964 : Le Bataillon des lâches (Advance to the Rear) de George Marshall
- 1965 : Le Chevalier des sables (The Sandpiper) de Vincente Minnelli
- 1966 : Dominique (The Singing Nun) de Henry Koster
- 1967 : Le Ranch de l'injustice (The Ballad of Josie) de Andrew V. McLaglen
- 1970 : Le Secret de la planète des singes (Beneath the Planet of the Apes) de Ted Post

### À la télévision
- 1976 : Columbo, première série, Saison 6, épisode 1 Deux en un (Fade in to Murder) de Bernard L. Kowalski

## Récompenses
- 1949 : Prix de la photographie, au Festival de Cannes, pour Nous avons gagné ce soir ;
- 1955 : Oscar de la meilleure photographie, catégorie couleur, pour La Fontaine des amours.